# Евроазијски мрки медвед
Евроазијски мрки медвед (Ursus arctos arctos) је подврста мрког медведа која живи у Русији, у читавој Скандинавији, на Балкану, Карпатима, а нешто мало и на Пиринејима и Алпима. Пре 2.500 година настањивао је читаву Европу, чак и подручје данашње Велике Британије. Међутим, пораст људске популације и посебно ловци натерали су га да оде из тих крајева. Длака му је изразито смеђа (мрка), са различитим нијансама. Глава му је обична, округла, уши заобљене. Има веома дугачке и јаке шапе и чак 42 зуба. Тежак је око 250-300kg.